# Kepler-186b
Kepler-186b és un exoplaneta pertanyent a la constel·lació del Cigne, a una distància de 492,5 anys llum de la Terra. La seva troballa es va confirmar el 2014, després que el telescopi espacial Kepler detectara diversos trànsits de l'objecte davant del seu estel. El seu radi és un 14% major que el de la Terra, molt per sota del límit teòric establert pels experts que separa als cossos terrestres dels de tipus gasós. Per tant, la probabilitat que es tracte d'un planeta tel·lúric és molt elevada.
El sistema Kepler-186 compta amb altres quatre planetes confirmats, Kepler-186c, Kepler-186d, Kepler-186e i Kepler-186f. Excepte l'últim, tots orbiten al seu estel a distàncies molt curtes i, com a conseqüència, és probable que siguen molt càlids. Kepler-186f és el primer exoplaneta de massa terrestre descobert que pertany a la zona d'habitabilitat del seu sistema.

## Característiques
Kepler-186 és una estrella de tipus K-tardà, pràcticament una nana roja, amb una massa de 0,48 masses solars i un radi de 0,47 radis solars. La seua metal·licitat (-0,28) és molt similar a la del Sol encara que un poc menor, cosa que sembla indicar una lleugera escassesa d'elements pesants (és a dir, tots excepte l'hidrogen i l'heli). El límit d'acoblament de marea del sistema s'hi troba entre el centre de la zona d'habitabilitat i la seva frontera externa, a 0,3752 ua de l'estel. Kepler-186b, amb un semieix major de 0,04 ua, està massa a prop per a superar el límit d'ancoratge. Per tant, és molt probable que tinga un hemisferi diürn i un altre nocturn.
El radi observat del planeta és d'1,14 radis terrestres, molt per sota del límit d'1,6 radis terrestres que marquen la separació entre els planetes tel·lúrics i els de tipus minineptú. Si, com se sospita, la composició de l'objecte és semblant a la de la Terra, la seva massa seria d'1,35 masses terrestres i la seva gravetat amb prou feines un 4% superior a la terrestre. Amb aquestes característiques, la probabilitat que siga un planeta tel·lúric com la Terra o Venus és extremadament alta.
La temperatura d'equilibri de Kepler-186b, considerant la seva ubicació en el sistema i la lluminositat del seu estel, és de 300 ℃. Assumint una atmosfera i albedo similars als de la Terra, la seva temperatura mitjana superficial seria de 335℃, encara que és probable que la proximitat respecte al seu estel, la consegüent pèrdua d'aigua, l'acoblament de marea i la major activitat volcànica —derivada de la seva massa i ubicació en el sistema—; provoquen un efecte d'hivernacle descontrolat que incrementen substancialment les seves temperatures. En Venus, que orbita a una distància proporcionalment molt superior a la de Kepler-186b, la diferència entre la temperatura d'equilibri i la temperatura mitjana superficial és de gairebé 500℃.

## Sistema
Kepler-186b és el primer exoplaneta trobat al sistema Kepler-186. Posteriorment, es van descobrir altres quatre objectes, Kepler-186c, Kepler-186d, Kepler-186e i Kepler-186f. Excepte Kepler-186f, la resta orbita a distàncies molt properes entre si i respecte al seu astre. Kepler-186b completa una òrbita entorn del seu estel cada 3,89 dies, Kepler-186c cada 7,27, Kepler-186d cada 13,34 i Kepler-186i cada 22,41. Així doncs, durant la distància mínima d'intersecció orbital, la separació entre cadascun d'ells i els seus veïns més propers, oscil·la entre els quatre i els cinc milions de quilòmetres, aproximadament deu vegades més a prop que la distància mínima entre Venus i la Terra, i amb prou feines dotze vegades més que la distància entre la Lluna i la Terra.